# Blanchardstown
Blanchardstown (in inglese) o Baile Bhlainséir (in irlandese) è un sobborgo di Dublino, nella Repubblica d'Irlanda. Fa parte della contea di Fingal, provincia di Leinster. Sito a dieci chilometri a nordovest del centro di Dublino, si è sviluppato a partire dagli anni 1960 da piccolo villaggio, al punto in cui la Grande  Blanchardstown è diventata la più estesa area urbana della contea di Fingal.